# Hermann Kellenbenz
Hermann Kellenbenz (* 28. August 1913 in Süßen, Kreis Göppingen; † 26. November 1990 in Warngau) war ein deutscher Wirtschaftshistoriker und zuletzt Professor für Geschichte, Wirtschafts- und Sozialgeschichte an der Universität Erlangen-Nürnberg.

## Leben und Wirken
Hermann Kellenbenz erhielt seine Schulausbildung an dem später so genannten Freihof-Gymnasium Göppingen. Anschließend studierte er Geschichte, Kunst- und Literaturgeschichte an den Universitäten Tübingen, München, Kiel und Stockholm. Seit dem Studium war er Mitglied der Verbindung Normannia Tübingen. 1938 promovierte er an der Universität Kiel zum Dr. phil. mit einer Dissertation über die schwedische Domäne Holstein-Gottorf.
1939 wurde Kellenbenz zum Wehr- und anschließendem Kriegsdienst eingezogen. Er kehrte als Kriegsinvalide zurück und wurde 1939 Mitarbeiter des von Walter Frank geleiteten „Reichsinstituts für Geschichte des neuen Deutschlands“, Berlin, in der von Karl Alexander von Müller geleiteten „Forschungsabteilung Judenfrage“. Dort erhielt er einen Forschungsauftrag über das Hamburger „Finanzjudentum“. Die sephardischen Juden waren Ende des 16. Jahrhunderts aus Portugal und vorher aus Spanien mit dem Alhambra-Edikt 1492 vertrieben worden und hatten unter anderem in Hamburg Aufnahme gefunden. Kellenbenz hatte deren wirtschaftliche Bedeutung für Norddeutschland dargestellt. 1942 wurde Kellenbenz mit dem fertiggestellten Manuskript „Hamburger Finanzjudentum und seine Krise“ habilitiert. Im Frühjahr 1945 verbrannte Kellenbenz – vermutlich auf Befehl – tagelang sämtliche Aktenbestände der Münchner „Forschungsabteilung Judenfrage“. 1958 veröffentlichte er eine veränderte Version seiner Habilitationsschrift mit dem neuen Titel „Sephardim an der unteren Elbe“. Diese gilt seitdem als Standardwerk. Mitte der 1960er Jahre untersuchten Helmut Heiber und Karl Ferdinand Werner die Vergangenheit deutscher Historiker. Sie belegten, dass etliche Historiker, unter anderem Fritz Fischer und Hermann Kellenbenz, im Umfeld des Frank’schen Instituts tätig waren. Diese Feststellungen führten erst lange nach diesen Veröffentlichungen in anderen politischen Zusammenhängen zu emotionalen Reaktionen.
1948 übernahm Kellenbenz einen Lehrauftrag an der Philosophisch-theologischen Hochschule Regensburg. 1950 habilitierte er zum zweiten Mal an der Philosophischen Fakultät der Julius-Maximilians-Universität Würzburg. Dort lehrte er zuerst als Privatdozent und dann als außerplanmäßiger Professor bis 1957. Von 1952 bis 1953 war er als Fellow der Rockefeller Foundation einige Zeit in den USA am Research Center for Entrepreneurial History an der Harvard University, wo er eng mit Fritz Redlich, Arthur H. Cole und Frederic C. Lane von der Johns Hopkins University in Baltimore zusammenarbeitete.
1953 bis 1954 arbeitete Hermann Kellenbenz an der École Pratique des Hautes Études mit namhaften französischen Historikern zusammen, teilweise aus der Gruppe der Annales-Schule, zu denen auch Fernand Braudel gehörte. 1957 wurde Hermann Kellenbenz ordentlicher Professor an der damaligen Hochschule für Wirtschafts- und Sozialwissenschaften Nürnberg. 1960 nahm Kellenbenz einen Ruf auf den Lehrstuhl für Wirtschaftsgeschichte an der Universität zu Köln an, wo er auch die Funktion des Direktors des Rheinisch-Westfälischen Wirtschaftsarchivs innehatte. 1969 rief er die Kölner Vorträge zur Sozial- und Wirtschaftsgeschichte ins Leben. Dafür wurden international renommierte Gelehrte gewonnen und die Beiträge dann in Druckform einem breiteren Publikum zugänglich gemacht. Daraus entstand eine Reihe von Publikationen, unter deren Autoren sich mit Robert Fogel sogar ein Nobelpreisträger der Ökonomie befindet.
1970 kehrte Hermann Kellenbenz nach Nürnberg zurück auf den Lehrstuhl für Wirtschafts- und Sozialgeschichte an der Wirtschafts- und Sozialwissenschaftlichen Fakultät der Friedrich-Alexander-Universität Erlangen-Nürnberg, wo er bis zu seiner Emeritierung 1983 lehrte. 1970 wurde er Wissenschaftlicher Direktor des Fugger-Archivs in Dillingen/Donau. Dort nahm er sich insbesondere des umfangreichen spanischen Quellenbestandes an. Daraus entstand kurz vor seinem Tode eines seiner Hauptwerke: Die Fugger in Spanien und Portugal bis 1560.
In seiner Nürnberger Zeit arbeitete Kellenbenz über die Beziehungen Nürnbergs zur iberischen Halbinsel, über die Behaim-Frage, über den Handel Nürnbergs um 1540, über Handel und Gewerbe der Reichsstadt im ausgehenden Mittelalter, über das Wirtschaftsleben Nürnbergs im Zeitalter Willibald Pirckheimers sowie über einzelne Nürnberger Kaufleute im Rahmen des internationalen Handels. 1974 gab er das Medersche Handelsbuch und die Welserschen Nachträge in den Deutschen Handelsakten des Mittelalters und der Neuzeit heraus. In seinen Schriften thematisierte er auch die Handelsbeziehungen zwischen Nürnberg und Italien.
Hermann Kellenbenz war Mitglied der Historischen Kommission bei der Bayerischen Akademie der Wissenschaften, Mitglied der Akademie der Wissenschaften zu Göttingen sowie einer Reihe ausländischer Akademien (Kopenhagen, Brüssel, London und Madrid).

## Nachlass
Die mit über 12.000 Bänden umfangreiche Bibliothek befindet sich im Kölner Rheinischen Wirtschaftsarchiv.

## Ehrungen
- 1982 Bayerischer Verdienstorden
- Lappenberg-Medaille des Vereins für Hamburgische Geschichte[4] für „Verdienste um die Hamburgische Geschichte“

## Werke (Auswahl)
- Ein schwedischer Plan, Friedrichstadt zur Festung auszubauen. In: Die Heimat. Monatsschrift des Vereins zur Pflege der Natur- und Landeskunde in Nordelbingen. Bd. 49 (1939), Heft 6, Juni 1939, S. 170–173 (Digitalisat).
- Holstein-Gottorff, eine Domäne Schwedens. Ein Beitrag zur Geschichte der norddeutschen und nordeuropäischen Politik von 1657–1675. Kiel, Phil. Diss., 1940; Hirzel, Leipzig [1940], XI, 244 S. (= Schriften zur politischen Geschichte und Rassenkunde Schleswig-Holsteins; Band 4).
- Unternehmerkräfte im Hamburger Portugal- und Spanienhandel. 1590–1625. Verlag der Hamburgischen Bücherei, Hamburg 1954, 424 S., mit Darstellungen (= Veröffentlichungen der Wirtschaftsgeschichtlichen Forschungsstelle e. V.; Band 10) (Digitalisat, Staats- und Universitätsbibliothek Hamburg).
- Portugiesische Forschungen und Quellen zur Behaimfrage. In: Mitteilungen des Vereins für Geschichte der Stadt Nürnberg, Band 48, 1958, S. 79–95 (digitale-sammlungen.de).
- Sephardim an der unteren Elbe. Ihre wirtschaftliche und politische Bedeutung vom Ende des 16. bis zum Beginn des 18. Jahrhunderts. [veränderte Version der Habilitationsschrift von 1942/44: Hamburger Finanzjudentum und seine Krise]. Franz Steiner Verlag, Wiesbaden 1958, XII, 606 S., mit Kt., 1 Faltkt. (= Vierteljahrschrift für Sozial- und Wirtschaftsgeschichte; Beihefte; Nr. 40) (Digitalisat, Staats- und Universitätsbibliothek Hamburg).
- Ein französischer Reisebericht über Nürnberg und Franken vom ausgehenden 16. Jahrhundert. In: Mitteilungen des Vereins für Geschichte der Stadt Nürnberg, Band 49, 1959, S. 226–245 (digitale-sammlungen.de).
- Nürnberger Handel um 1540. Georg Bergler zum 60. Geburtstag. In: Mitteilungen des Vereins für Geschichte der Stadt Nürnberg, Band 50, 1960, S. 299–324 (digitale-sammlungen.de).
- Probleme einer deutschen Sozialgeschichte der neueren Zeit. Glock u. Lutz, Nürnberg 1961, 68 S. (= Veröffentlichungen der Hochschule für Wirtschafts- und Sozialwissenschaften zu Nürnberg; Band 16).
- Der Merkantilismus und die soziale Mobilität in Europa. F. Steiner, Wiesbaden 1965, 71 S. (= Vorträge; Nr. 42).
- Die Zuckerwirtschaft im Kölner Raum von der napoleonischen Zeit bis zur Reichsgründung. Industrie- u. Handelskammer, Köln 1966, 235 S.
- Götz Freiherr von Pölnitz (1906–1967), Nachruf. In: Vierteljahrschrift für Sozial- und Wirtschaftsgeschichte (VSWG), Jg. 56, 1969, Heft 3, S. 282.
- Die Fuggersche Maestrazgopacht (1525–1542). Zur Geschichte der spanischen Ritterorden im 16. Jahrhundert. Mohr (Siebeck), Tübingen 1967, VIII, 402 S. (= Veröffentlichungen der Schwäbischen Forschungsgemeinschaft bei der Kommission für Bayerische Landesgeschichte; Reihe 4; Band 9: Studien zur Fuggergeschichte; Band 18).
- Die Faktoreirechnung des Georg Peurl. In: Mitteilungen des Vereins für Geschichte der Stadt Nürnberg, Band 63, 1976, S. 183–191 (digitale-sammlungen.de).
- Deutsche Wirtschaftsgeschichte. Beck, München (Beck’sche Sonderausgaben);
  - Band 1: Von den Anfängen bis zum Ende des 18. Jahrhunderts, 1977, ISBN 3-406-06987-8, 412 S.
  - Band 2: Vom Ausgang des 18. Jahrhunderts bis zum Ende des Zweiten Weltkriegs, 1981, ISBN 3-406-06988-6, 544 S.
- Schleswig in der Gottorfer Zeit 1544–1711. Hrsg. von der Gesellschaft für Schleswiger Stadtgeschichte. Schleswiger Druck- und Verlags-Haus, Schleswig 1985, ISBN 3-88242-091-X.
- Die Fugger als Grund- und Herrschaftsbesitzer in Vorderösterreich mit besonderer Berücksichtigung des Bodenseeraums. In: Schriften des Vereins für Geschichte des Bodensees und seiner Umgebung, 103. Jg. 1985, S. 63–74 (Digitalisat).
- Die Wiege der Moderne. Wirtschaft und Gesellschaft Europas 1350–1650. Klett-Cotta, Stuttgart 1991, ISBN 3-608-91357-2, X, 410 S.
- Die Fugger in Spanien und Portugal bis 1560. Ein Großunternehmen des 16. Jahrhunderts. 2 Bde. Verlag Ernst Vögel, München 1990, ISBN 3-925355-60-X. Band 32/1–2 (= Schriften der Philosophischen Fakultät der Universität Augsburg; Band 33).
- Kleine Schriften. In: Vierteljahrschrift für Sozial- und Wirtschaftsgeschichte (VSWG), Beihefte 92–94. Franz Steiner Verlag, Stuttgart 1991;
  - Band 1: Europa, Raum wirtschaftlicher Begegnungen (= VSWG-Beiheft; Nr. 92), Stuttgart 1991, ISBN 3-515-05805-2, 441 S. (Beiträge deutsch und französisch).
  - Band 2: Dynamik in einer quasi-statischen Welt (= VSWG-Beiheft; Nr. 93), Stuttgart 1991, ISBN 3-515-05854-0, S. 447–741.
  - Band 3: Wirtschaftliche Leistung und gesellschaftlicher Wandel. Aus dem Nachlaß herausgegeben sowie mit einem Nachwort, einem Schriftenverzeichnis des Verfassers und einem Register für alle 3 Bände versehen von Rolf Walter. VSWG-Beiheft Nr. 94, Stuttgart 1991, ISBN 3-515-05896-6, S. 749–1282.
- Die Fugger als Grund- und Herrschaftsbesitzer in Vorderösterreich mit besonderer Betonung des Bodenseeraums. In: Vierteljahrschrift für Sozial- und Wirtschaftsgeschichte (VSWG), S. 63–74.

### Herausgeber und Mitherausgeber
- 1961 bis 1971: Schriftenreihe des rheinisch-westfälischen Wirtschaftsarchivs
- 1969 bis 1972: Kölner Vorträge zur Sozial- und Wirtschaftsgeschichte
- Ab 1964: Mitbegründer und Mitherausgeber des Jahrbuchs von Staat, Wirtschaft und Gesellschaft Lateinamerikas
- Ab 1968: Mitherausgeber der Vierteljahresschrift für Sozial- und Wirtschaftsgeschichte und der Reihe ihrer Beihefte
- Ab 1970: Studien zur Fuggergeschichte
- Ab 1970: Kolloquien zur internationalen Sozial- und Wirtschaftsgeschichte
- Ab 1971: Forschungen zur internationalen Sozial- und Wirtschaftsgeschichte
- Ab 1977: Mitherausgeber der Lateinamerika-Studien der Sektion Lateinamerika des Zentralinstituts 06 der Universität Erlangen-Nürnberg